# Karahan Tepe
Karahan Tepe è un sito archeologico nella provincia di Şanlıurfa in Turchia. 
Recenti esami e rilievi suggeriscono che esso potrebbe essere più antico del sito gemello di Göbekli Tepe, risultando forse antecedente al X millennio a.C. Il sito dista circa 40 km da Göbekli Tepe e anche qui gli archeologi hanno ritrovato megaliti a forma di T, pesanti varie tonnellate. 
Gli scavi preliminari hanno permesso di scoprire oltre 250 obelischi raffiguranti figure animali.

## Scoperta
Le strutture di Karahan Tepe furono individuate nel 1997 da ricercatori vicino alla zona di Kargalı tra le montagne del parco nazionale dei Monti Tek Tek, presso il villaggio di Yağmurlu, ad est di Göbekli Tepe, nell’ambito degli studi avviati per inventariare i manufatti della cultura di Şanlıurfa. Successivamente con il progetto “Göbekli Tepe Culture and Karahan Tepe Excavations“, nel 2018 sono state avviate indagini di superficie nell’area da parte dell’Università di Istanbul. Gli scavi ufficiali sono iniziati nel 2019, diretti da Necmi Karul, con i primi ritrovamenti di manufatti, obelischi e sculture della stessa tipologia di quelli rinvenuti a Göbekli Tepe.

## Ritrovamenti
Karul ha rivelato nella conferenza stampa dell'agenzia nazionale statale Anadolu, che sarebbero stati già individuati altri 12 siti con le stesse caratteristiche di Göbekli Tepe e Karahan Tepe, grazie a mappe topografiche, misurazioni geomagnetiche e fotografie aeree, prima ancora di avere eseguito ricognizioni "in situ". Ha inoltre aggiunto che i siti sarebbero sia di natura abitativa che presumibilmente religiosa, consistendo probabilmente in una rete di insediamenti relativi a più periodi risalenti a circa l'11500 a.C. Trattandosi di risultati preliminari di scavi in corso, offrono solo la possibilità di approfondire diversi progetti legati all'archeologia, ai quali gli scavi di Karahan Tepe potrebbero fornire risposte.